# Jairo Severiano
Jairo Severiano, né le 20 janvier 1927 à Fortaleza dans l'Etat Ceará et mort le 27 août 2022 à Rio de Janeiro, est un réalisateur artistique, historien et chercheur en musique populaire brésilienne.

## Biographie
Jairo Severiano naît le 20 janvier 1927 à Fortaleza.
Il est l'auteur des livres Discografia Brasileira em 78 RPM, en partenariat avec Miguel A. Azevedo (Nirez), Grácio Barbalho et Alcindo Santos et Uma Historia da Musica Popular Brasileira. Il écrit également un livre biographique sur le compositeur João de Barro, intitulé Yes, Nós Temos Braguinha, publié par Funarte en 1987.
Jairo Severiano meurt le 27 août 2022,. Son décès a été découvert et rendu public par Rodrigo Faour le 21 septembre.